# Kerstin (nome)

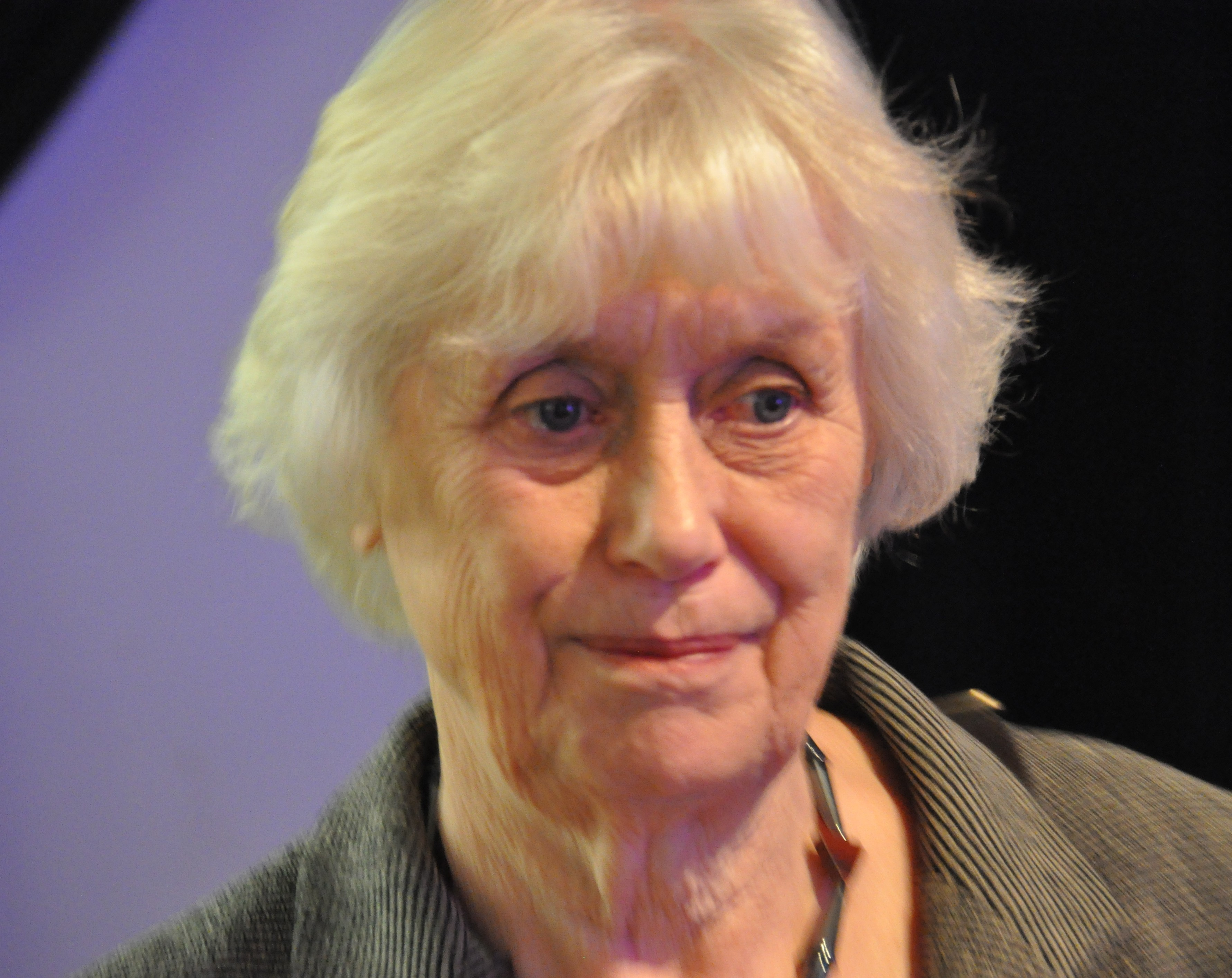
Kerstin Ekman (escritora sueca)

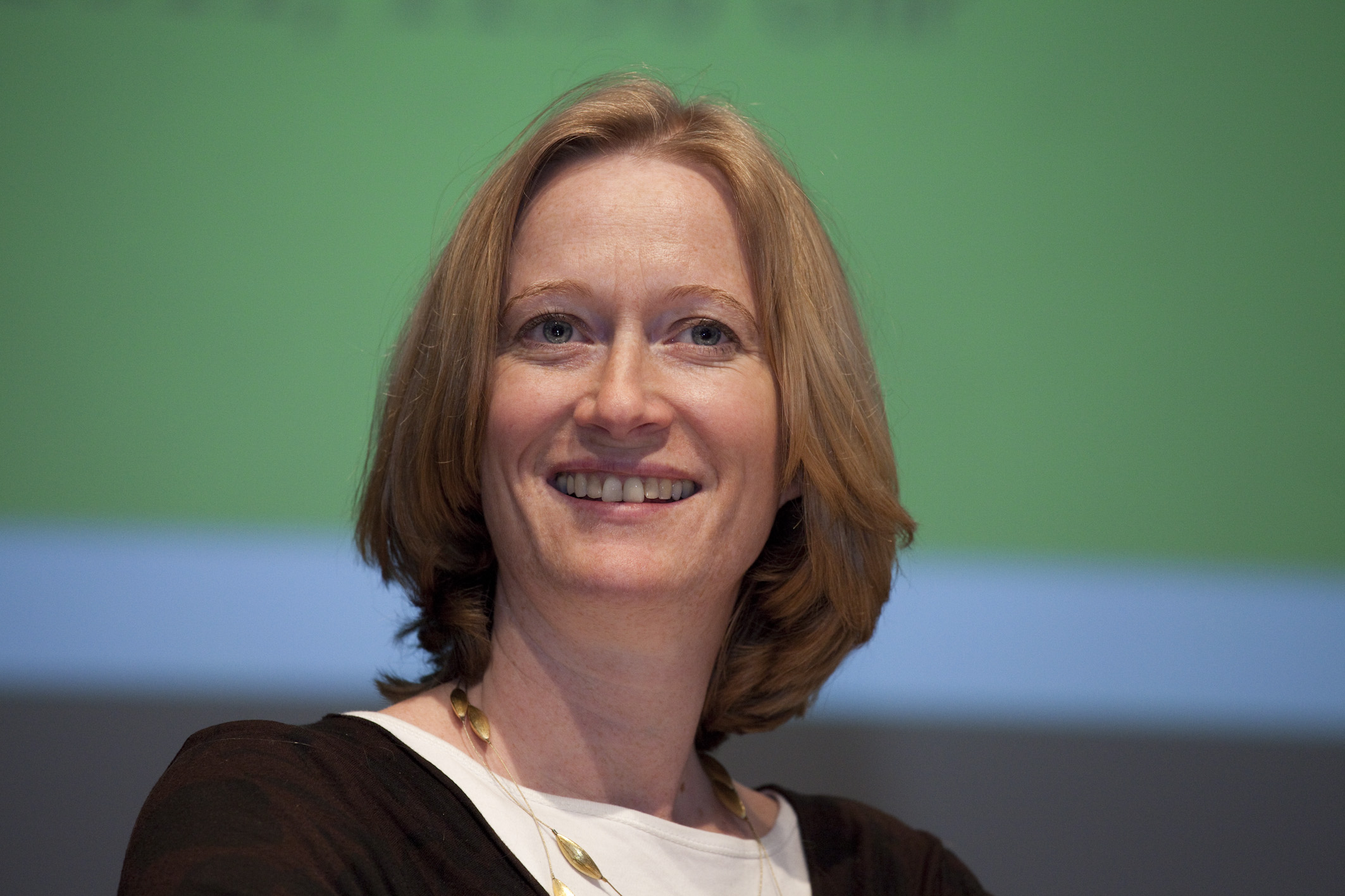
Kerstin Andreae (política alemã)

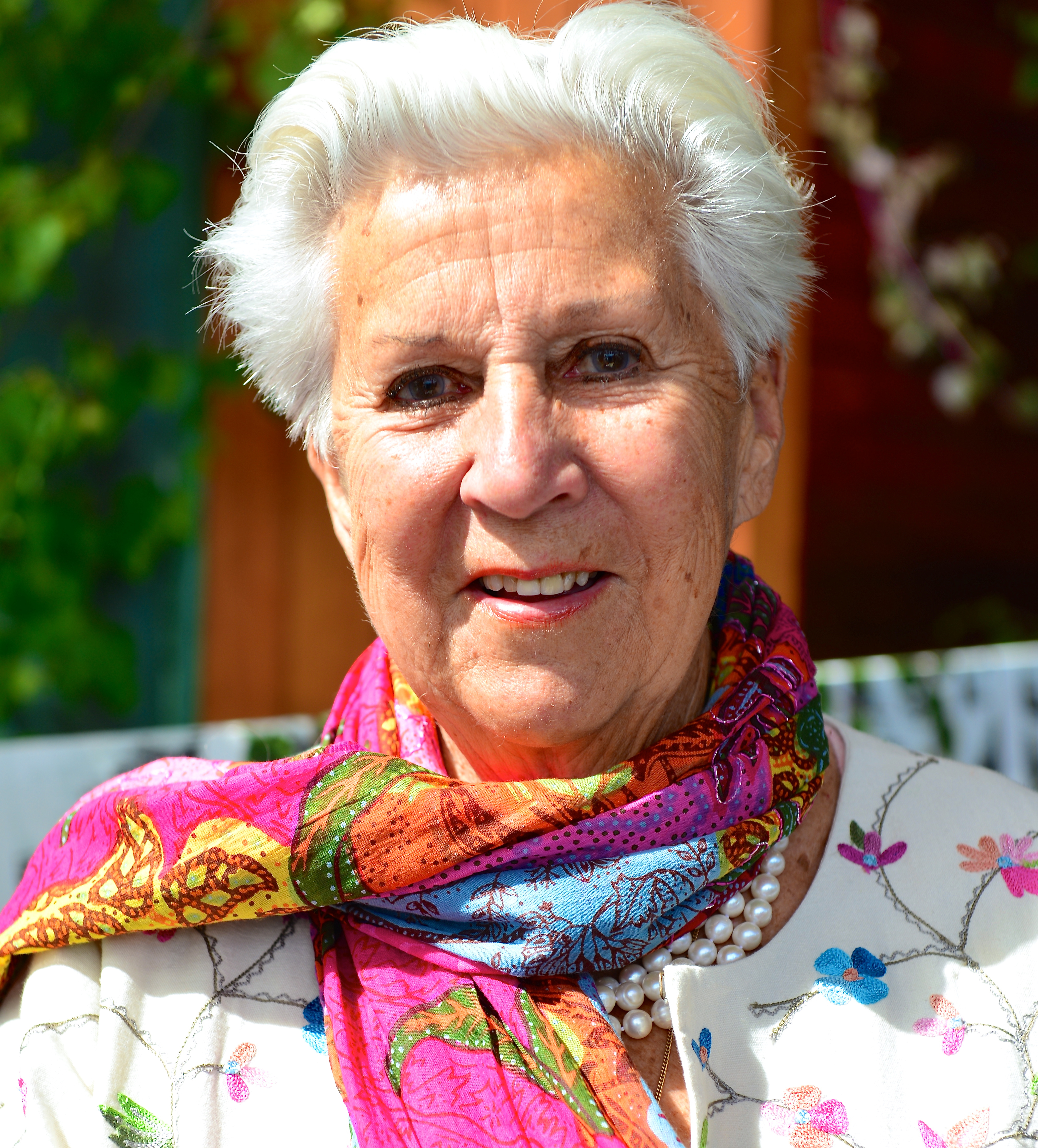
Kjerstin Dellert (antiga cantora de ópera sueca)

Kerstin (pronúncia aproximada  chérstin (sueco), quérstin (alemão)) é um nome próprio feminino de origem latina, usado na Suécia e na Alemanha, assim como noutros países. É uma forma nórdica e alemã de ”Kristina”, que significa ”cristã”.

## Pessoas com este nome

### Personalidades antigas
- Kerstin Hesselgren  (antiga política sueca do século XIX)

### Personalidades modernas
- Kerstin "Anita" Marianne Ekberg (antiga atriz sueca)
- Kerstin Alm (política finlandesa)
- Kerstin Anderson (atriz e cantora americana)
- Kerstin Andreae (política alemã)
- Kerstin Dellert (cantora de ópera sueca)
- Kerstin Ekman (escritora sueca)
- Kerstin Garefrekes (futebolista alemã)
- Kerstin Szymkowiak (atleta alemã)
- Kerstin Thiele (judoca alemã)
- Kjerstin Dellert (antiga cantora de ópera sueca)

## Lugares
- 842 Kerstin (asteróide)